# Кореља Лигуре
Кореља Лигуре (итал. Coreglia Ligure) је насеље у Италији у округу Ђенова, региону Лигурија.
Према процени из 2011. у насељу је живело 99 становника. Насеље се налази на надморској висини од 297 м.

## Становништво
| 1936. | 1951. | 1961. | 1971. | 1981. | 1991. | 2001. | 2011. |
| ----- | ----- | ----- | ----- | ----- | ----- | ----- | ----- |
| 553   | 476   | 403   | 325   | 246   | 220   | 256   | 274   |